# ファブリツィオ・メオーニ
ファブリツィオ・メオーニ（Fabrizio Meoni、1957年12月31日 - 2005年1月11日）は、イタリアの二輪オフロードレーサー。ダカール・ラリーの二輪部門を2度制覇した。

## 経歴
イタリアはトスカーナ地方のカスティリオン・フィオレンティーノで生まれ、少年時代からバイクに慣れ親しんだ。1974年にアンチロッティ（イタリアのバイクブランド）の50ccを購入し、各地のエンデューロに出場するようになる。またこの頃から友人とバイクのワークショップ「STEEL（姓の英訳）」を運営している。
1988年にイタリアのエンデューロチャンピオンとなり、1989年にペルーのインカ・ラリーでクロスカントリーにデビュー。
1992年にヤマハでダカール・ラリーにデビューし、1994年にホンダで総合3位、翌年も4位と好成績を残すようになった。
1996年からKTMで参戦し、ステージ優勝も記録。1997年にKTMワークス入りを果たした（この年は2日目の転倒で手を負傷しリタイア）。
1998年には帝王ステファン・ペテランセルとの一騎打ちとなるが、最終ステージ前のGPSの故障が原因で敗れ総合2位であった。ゴールしたメオーニは、GPSを殴りつけながら激怒していた。
1999年は3位でフィニッシュする直前にエンジンが壊れ、10位となってしまった。この年予算削減によるKTMとの契約の相違で仲違いしたが、メオーニがチュニジアとファラオで優勝した結果、呼び戻された。
2001、2002年に総合優勝を果たした。当時は40代で、二輪選手としては高齢での連覇だった。またKTMの18連覇の火付け役にもなった。2002年に駆った950ラリーは単気筒のモデルに比べて信頼性で劣っていた上、ステージ14のクラッシュで自身も負傷するが、執念で勝利にこぎ着けた。2003年は総合3位で終えた。
ダカール以外ではチュニジア・ラリーで4度、ファラオ・ラリーでもそれぞれ4度の優勝を果たしている。
チームメイトのリシャール・サンクとは対照的に陽気な性格をしており、トップレベルからアマチュアまでの多くのライダーたちから慕われていた。年齢を重ねても、後輩たちの模範となる優れたナビゲーション能力を武器に活躍した。

### 事故死
13回目の出場で、これが最後と発表して臨んだ2005年ダカールにて、総合2番手につけた状態で迎えた、モーリタニアのステージ11で悲劇は起きた。チェックポイント1を通過後、175km地点でシリル・デプレを追おうとした矢先に転倒。チームメイトのマルク・コマとヤマハのデビッド・フレッティーニュが目撃し救助に当たるが、20分後医療班が駆けつけたときには心臓の停止が確認された。死因は首の骨折によるものだった。享年47。ダカール史上二輪選手としては11人目、全体では45人目の死亡者となった。
同年のダカールではステージ6でチームメイトのホセ・マヌエル・ペレスも事故死していた。ショックを受けたライダーたちの要望によりステージ12はキャンセルされた。
数ヶ月前のファラオ・ラリーでは3度のダカール覇者のリシャール・サンクも命を落としており、相次ぐ死亡事故を重く見たダカール運営は、2006年から二輪部門の最高時速を150km/hに制限した。また短期間で3人ものライダーを失ったKTMの本社はダカールからの撤退及びダカールの中止を希望したほか、一時競技へのサポートから撤退することを真剣に検討するほどであった（最終的には中止も撤退もなく続行された）。この大会の優勝者はKTMでメオーニを慕っていた後輩の一人であるデプレだった。
妻のエレナの他、13歳の息子ジョエーレと3歳の娘キアラという2人の子供が遺された。遺族はデプレの支援を受けて事故現場にメオーニの記念碑を建てたが、数年後何者かによって破壊されてしまった。2021年5月22日に娘のキアラは病により18歳で亡くなった。ジョエーレは最初競技者を志したが、現在はオフロードスポーツの技術と安全を研究するスタートアップ企業を立ち上げている。
イタリアのバンド「マティア・バザール」のドラム奏者であり、自身もアマチュアドライバーであるジャンカルロ・ゴルツィは、メオーニに捧げるための曲「グエリエロ・ネル・ソーレ（太陽の中の戦士）」を作曲した。
メオーニはアフリカへの連帯を示すための財団も設立してセネガルに学校を建てるなどの活動をしており、現在もアフリカ・エコレースと連携しながら存続している。